# Divine Secrets of the Ya-Ya Sisterhood
Divine Secrets of the Ya-Ya Sisterhood (br: Divinos segredos / pt: Os divinos segredos da irmandade ya-ya) é um filme estadunidense de 2002 baseado no livro homônimo de Rebecca Wells.

## Sinopse
Em 1937, na Louisiana, quatro garotas na floresta fazem um juramento de lealdade umas às outras, lideradas por Vivi Abbott, que chama o grupo de "Irmandade Ya-Ya".
Na cidade de Nova York dos anos 1990, a primeira filha de Vivi, a dramaturga Siddalee "Sidda" Walker, dá uma entrevista a um repórter da Time, mencionando seu passado infeliz como uma grande fonte de inspiração para seu trabalho. O repórter sensacionaliza a denúncia de Sidda, insinuando abuso e segredos familiares profundos e sombrios. O artigo perturba Vivi, que liga para Sidda e declara com raiva que ela está morta para ela. Vivi corta Sidda de seu testamento, e Sidda desconvida Vivi de seu próximo casamento com o noivo Connor McGill.
Ainda amigas apesar dos anos, as outras irmãs Ya-Ya, Caro Benett, Teensy Whitman e Necie Kelleher, decidem resolver o problema por conta própria. Eles sequestram Sidda em Nova York e a levam de volta para a Louisiana, na esperança de mostrar a ela como o passado conturbado de Vivi causou seus problemas atuais, incluindo sua briga com Sidda.
Enquanto as irmãs mostram o álbum de recortes de Sidda Vivi, Divine Secrets of the Ya-Ya Sisterhood, uma série de flashbacks retrata a turbulenta história de Vivi desde seu passado até o de Sidda, que inclui Vivi testemunhando racismo na casa dos tios de Teensy, sendo falsamente acusada de incesto com ela. pai Taylor por sua mãe amarga e ciumenta, Buggy, e perdendo o amor de sua vida, Jack Whitman, o grande irmão de Teensy, em um acidente de avião na Segunda Guerra Mundial. Sidda não se comove em sua opinião sobre Vivi como egocêntrica e desamparada, e está tão chateada que diz a Connor que quer adiar o casamento. É revelado que a principal fonte de conflito no relacionamento de Sidda e Vivi é um incidente em que Vivi teve um colapso nervoso e espancou brutalmente Sidda e seus irmãos. Sem o conhecimento de Sidda, Vivi havia recebido uma dosagem perigosa do antidepressivo Dexamyl, que causou seu comportamento errático; ela teve que ser hospitalizada após o incidente.
Com essa revelacão, Sidda finalmente entende o sofrimiento de sua mãe. Vivi e Sidda se reconciliam e Sidda decide que quer se casar com Connor na Louisiana. Vivi e as irmãs introduzem Sidda na Irmandade Ya-Ya.

## Elenco
Sandra Bullock
Ellen Durstyn
Fionnula Flanagan
James Garner
Cherry Jones
Ashley Judd
Shirley Knight
Maggie Smith
Angus Macfdyen
Kiersten Warren
Jacqueline McKenzie
Katy Selverstone
David Lee Smith